# Jilotepec
Jilotepec és un municipi de l'estat de Mèxic. Jilotepec de Abasolo és el cap de municipi i principal centre de població d'aquesta municipalitat. Aquest municipi és a la part nord-occidental de l'estat de Mèxic. Limita al nord amb els municipis de Zoyaniquilpan i Capulhuac, al sud amb Chapa de Mota, a l'oest amb Timilpan i a l'est amb Hidalgo.